# Deklinacija (astronomija)
Deklinacija (lat. declinatio, prema grč. ϰλίσıς: nagib, svijanje, otklon) je jedna od koordinata (uz rektascenziju) kojima se definiše položaj nebeskog tela na nebeskoj sferi u nebeskom ekvatorijalnom koordinatnom sistemu. Deklinacija opisuje ugao objekta od nebeskog ekvatora prema severnom ili južnom nebeskom polu.. Izražava se od +90° do -90°.
Koren reči deklinacija (Latinski declinatio) znači „savijanje“ ili „povijanje“. Dolazi iz istog korena kao i reči incline („savijanje ka“) i recline („savijanje unazad“).

## Osnove orijentacije na nebeskoj sferi
Astronomija je vezana za orijentaciju u prostoru, a ona se sastoji u tome da se gledajući u nebo, i prelazeći pogledom s jednog nebeskog tela na drugo, povežu smerovi u kojima se vidi telo. Položaj tela se projektuje na površinu jedne kugle, koja se nazivao nebeskom sferom. Zbog velikih daljina nebeskih tela, može se zamisliti da je i nebeska sfera na velikoj daljini. Bliski predmeti, kao što su avion ili veštački satelit, na nebeskoj će sferi brzo menjati međusobni položaj, a mnogo udaljenije zvezde, iako se i one zapravo kreću, duže će zadržavati prividno jednak projektovani razmeštaj. Dakle, položaj tela određuje se smerovima i uglovima između njih.
Za zapis položaja na nebeskoj sferi služe sferne koordinate, slično kao što za utvrđivanje položaja na površini Zemlje služe zemljopisne koordinate. Važne tačke na globusu jesu polovi, točke kroz koje prolazi Zemljina osa vrtnje. Veoma važno svojstvo, smer vrtnje, ne može se odrediti drukčije nego na osnovu iskustva. Kaže se da se Zemlja okreće kao desni vijak koji napreduje od Južnog pola prema Severnom polu. Smer se može odrediti i s obzirom na način kretanja satne kazaljke. Gledajući na Severni pol Zemlje, ona se vrti u smeru suprotnom od kazaljke na satu. Pomoću meridijana odbrojavaju se zemljopisne dužine; računaju se kao istočne ili kao zapadne, od 0° do 180°. Početni meridijan je onaj koji, po dogovoru, prolazi kroz opservatoriju u Grinviču, predgrađu Londona. Normalno na meridijane prolaze paralele (usporednice). Paralela najvećeg opsega je ekvator, a od njega se prema severu i prema jugu odbrojavaju zemljopisne širine, kao severne i južne, i to od 0° do 90°. Meridijana i paralela ima nebrojeno mnogo.
U astronomiji se primenjuje nekoliko koordinatnih sistema (nebeski koordinatni sistemi). Svaki od njih ima osnovni krug (kao što je Zemljin ekvator) i početnu polukružnicu (kao što je početni Grinvičski meridijan) od kojih se odbrojavaju koordinate.

### Dnevno kretanje neba
Neposredan izgled pojava na nebu uzrokovan je Zemljinim kretanjima. Zemljina vrtnja uzrok je prividnom okretanju nebeske sfere i izmene dana i noći. Svakako, nije svejedno okreće li se Zemlja ili nebeska sfera, sa svim zvezdama i galaksijama. U posljednjem bi slučaju relativne brzine zvezda morale nadmašiti brzinu svetlosti, a nedostajale bi mnoge sitne pojave koje pružaju fizičke i astronomske dokaze kretanja Zemlje. Te pojave jesu: zakretanje ravni kretanja (Fukoovo klatno), otklon na istok pri slobodnom padu, spljoštenost Zemlje, pojava dnevne paralakse, dnevna aberacija svetlosti i još neke. Bez razumevanja fizičke suštine, a to znači ne znajući za ograničenu veličinu Zemlje i njeziog kretaja, neposredno vidljive promene na nebu nisu jednostavno protumačive. Zato je i trebalo mnogo vremena dok se čovek nije izdignuo iznad neposredno datog.

### Nebeska osa, nebeski ekvator i nebeski meridijan
Vidljiv predeo neba zavisi od položaja promatrača i od trenutka promatranja. Svaki promatrač na Zemlji stoji na vodoravnoj ravni, a pravac sile teže, vertikala, normalan je na tu ravan. Smer vertikale pokazuje slobodno obešen, miran visak. Produži li se vertikala prema nebeskoj sferi, probošće je u tački koja zavisi od zemljopisnog položaja i od trenutka dana, jer se Zemlja okreće. Zbog Zemljinog okretanja vertikala opisuje kupu oko produžene Zemljine ose ili nebeske ose. Nebeska osa probada nebesku sferu u severnom i južnom nebeskom polu. Nebeska osa je zamišljeni pravac identičan sa Zemljinom osom rotacije i probada nebesku sferu u severnom i južnom nebeskom polu. U tački severnog nebeskog pola se približno nalazi zvezda Severnjača. Oko nebeske ose se prividno okreće nebeska sfera (prividno okretanje nastaje zbog rotacije Zemlje). Sva nebeska tela prividno se okreću oko nebeske osi. Ravan Zemljinog ekvatora, protegnuta do nebeske sfere, iseca na njoj kružnicu ili nebeski ekvator. Nebeski ekvator je projekcija Zemljinog ekvatora na nebesku sferu. Ravan kojoj pripada nebeski ekvator normalna je na nebesku osu. Ravan meridijana na kojem se promatrač nalazi preseca nebesku sferu uzduž velike kružnice ili nebeskog meridijana. Nebeski meridijan je zamišljena velika kružnica na nebeskoj sferi koja prolazi severnim i južnim nebeskim polom i sadrži projekciju nebeskog tela čiji meridijan se promatra. Meridijan promatrača prolazi nebeskim polovima, te sadrži zenit i nadir promatrača. Kako promatrač subjektivno ne oseća Zemljinu vrtnju, činiće mu se da se nebeska sfera okreće oko Zemljine ose, i to u suprotnom smeru.

### Obzor, zenit i nadir
Vodoravna ravan na kojoj se promatrač nalazi je ravan obzora ili horizonta, a kružnica koju ona iseca na nebeskoj sferi je obzor ili horizont. Obzor je velika kružnica nebeske sfere, nastaje presekom ravni koja prolazi stajalištem promatrača sa nebeskom sferom i normalna je na pravac zenit-nadir. Vidljivi horizont (na otvorenim površinama kao more) se zbog zakrivljenosti Zemljine površine nalazi ispod astronomskog horizonta (tome je uzrok i nadmorska visina te refrakcija Zemljine atmosfere). Tačke u kojima perimeter ili vertikala probada nebesku sferu jesu zenit i nadir. Zenit je tačka na nebeskoj sferi koja se nalazi direktno iznad promatrača. Nadir je tačka na nebeskoj sferi suprotno od zenita (ispod promatrača). Na arapskom znači suprotan, nasuprot. Zvezde obilaze oko nebeske ose po kružnicama koje su nazvane dnevne kružnice. Neke zvezde, one koje su blize severnom nebeskom polu, stalno su iznad obzora (cirkumpolarna sazvežđa). Neke zvezde izlaze iznad obzora i zalaze pod obzor.
Kao istočna tačka obzora (I) i kao zapadna tačka obzora (Z) zadaje se presecište nebeskog ekvatora s obzorom. Nebeski meridijan prolazi kroz zenit, severni i južni nebeski pol. Presecište meridijana i obzora bliže severnom nebeskom polu je severna tačka obzora (S), a njoj nasuprot, južna tačka obzora (J). Četiri glavne točke obzora (S, J, Z i I) određene su prividnim dnevnim kretanjem neba i razlikovanjem polova, a razmaknute su na obzoru za prav ugao. Zvezde izlaze na istočnoj strani obzora, podižu se do nebeskog meridijana, gde dostižu najveću visinu ili kaže se da prolaze kroz gornju kulminaciju. Nastavljajući kruženje, zalaze na zapadnoj strani obzora. Nakon toga će zvezde proći i kroz najniži položaj ili donju kulminaciju. Iznad obzora zvezde se premeštaju od istočne strane prema zapadnoj. Cirkumpolarne zvezde nikada ne zalaze, a anticirkumpolarne nikada ne izlaze. Sve zvezde, promatrane na svim zemljopisnim širinama, bez obzira na to jesu li cirkumpolarne ili nisu, prolaze kroz gornju kulminaciju u onoj polovini meridijana (meridijan je raspolovljen severnim i južnim nebeskim polom) koja sadrži zenit; kroz donju kulminaciju zvezda će proći u onoj polovini meridijana koja sadrži nadir. Delovi dnevnih kružnica iznad obzora jesu dnevni lukovi. Zvezda koja se nalazi na dnevnoj kružnici severnije od nebeskog ekvatora izlazi između severne (S) i istočne (I) tačke obzora, a zalazi između severne i zapadne (Z) tačke obzora. Južnije od istočno – zapadne linije, izlaze i zalaze one zvezde koje su smeštene južnije od nebeskog ekvatora.

### Ekvatorski koordinatni sistem
S vrtnjom nebeske sfere direktno je povezan ekvatorski koordinatni sistem. Taj je sistem projekcija geografskog koordinatnog sistema na nebesku sferu. Osnovni krug sistema je krug nebeskog ekvatora. Dnevne kružnice paralelne su s nebeskim ekvatorom. Ugaona udaljenost nebeskog tela od nebeskog ekvatora je deklinacija δ. Ta koordinata poprima vrednost od 0° do 90° (od nebeskog ekvatora prema severnom nebeskom polu) i od 0° do -90° (od nebeskog ekvatora prema južnom nebeskom polu).
Druga koordinata ima dve mogućnosti. Prema jednoj, početna je polukružnica ona polovina meridijana promatrača, koja se pruža od severnog do južnog nebeskog pola a sadrži zenit. Koordinata koja se računa od te polovice meridijana je satni ugao t. Ugao se računa uzduž dnevne kružnice i raste u smeru dnevnog kretanja neba, od istoka prema zapadu. Satne kružnice su mesta na nebeskoj sferi koja imaju jednak satni ugao. Ugao nebeskog tela izražava se vremenom koje je prošlo od njegove gornje kulminacije, dakle od 0 do 24 h. Razlog je u tome što se u svom dnevnom kretanju nebesko telo odmiče od meridijana i njegov satni ugao raste. Satni ugao nekih tela važan je u merenju vremena.
U drugoj mogućnosti koordinata je rektascenzija α, ugao između satne kružnice koja prolazi proletnom tačkom γ i satne kružnice promatranog tela. Rektascenzija se računa od 0 h do 24 h, i raste od zapada prema istoku, suprotno od satnog ugla (u smeru koji je suprotan dnevnom kretanju neba). Međutim taj porast pokazuje smer prividnog godišnjeg kretanja Sunca. Rektascenzija se zajedno s deklinacijom upotrebljava za određivanje položaja zvezda na nebeskoj sferi, one služe kao zvezdane adrese i upisuju se u karte neba, astronomske kataloge i godišnjake.
Ekvatorski koordinatni sistem pogodan je za praćenje dnevnog kretanja neba. Pomatrač vidi na nekom položaju kako se oko njega okreću zvezde. Pritom je pogodno zamišljati da su zvezde pričvršćene na satne kružnice, a da se one okreću oko nas kao savijene šipke kišobrana kojemu je drška nebeska osa.

## Magnetska deklinacija
Magnetska deklinacija je ugao između magnetskog i zemljopisnog meridijana. Krivulje koje spajaju mesta s istom magnetnom deklinacijom nazivaju se izogone, a s deklinacijom 0° agone. Pravilne promene deklinacije u toku vremena zovu se dnevne i godišnje varijacije, a nepravilne magnetske oluje. Deklinacija može biti istočna (pozitivna) i zapadna (negativna). Nagla promena magnetne deklinacije na malim udaljenostima naziva se magnetskom anomalijom (kod Kurska; ostrvo Jabuka na Jadranu). Za tačno određivanje magnetne deklinacije upotrebljava se magnetski teodolit.

## Literatura
- Smart, William Marshall (1949). Text-book on spherical astronomy. Cambridge University Press. Bibcode:1965tbsa.book.....S.
- Lang, Kenneth R. (1978). Astrophysical Formulae. Springer. Bibcode:1978afcp.book.....L. ISBN 3-540-09064-9.
- Taff, L. G. (1981). Computational spherical astronomy. Wiley. Bibcode:1981csa..book.....T. ISBN 0-471-06257-X.
- Karttunen, H.; Kröger, P.; Oja, H.; Poutanen, M.; Donner, H. J. (2006). Fundamental Astronomy (5 изд.). Bibcode:2003fuas.book.....K. ISBN 978-3-540-34143-7.
- Roth, G. D. Handbuch für Sternenfreunde. Springer. ISBN 3-540-19436-3.
- Kanas, Nick (2021). „Star and Solar System Maps: A History of Celestial Cartography”. Research Notes of the AAS. American Astronomical Society. 5 (4): 69. Bibcode:2021RNAAS...5...69K. S2CID 233522547. doi:10.3847/2515-5172/abf35c .
- Nautical Almanac Office, U.S. Naval Observatory; H.M. Nautical Almanac Office; Royal Greenwich Observatory (1961). Explanatory Supplement to the Astronomical Ephemeris and the American Ephemeris and Nautical Almanac. H.M. Stationery Office, London (reprint 1974). стр. 24, 26.
- Vallado, David A. (2001). Fundamentals of Astrodynamics and Applications. Microcosm Press, El Segundo, CA. стр. 157. ISBN 1-881883-12-4.
- U.S. Naval Observatory Nautical Almanac Office; U.K. Hydrographic Office; H.M. Nautical Almanac Office (2008). The Astronomical Almanac for the Year 2010. U.S. Govt. Printing Office. стр. M2, "apparent place". ISBN 978-0-7077-4082-9.

## Spoljašnje veze
- Merrifield, Michael. „(α,δ) – Right Ascension & Declination”. Sixty Symbols. Brady Haran for the University of Nottingham.